# Loja (Comarca)
Die Comarca de Loja ist eine Comarca in der spanischen Provinz Granada.
Die im Nordwesten der Provinz gelegene Comarca besteht aus 10 Gemeinden mit einer Fläche von insgesamt 1.299,06 km².

## Lage
| Provinz Córdoba | Provinz Jaén                                | Los Montes      |
| Provinz Málaga  | Kompassrose, die auf Nachbargemeinden zeigt | Vega de Granada |
|                 | Alhama                                      |                 |

## Gemeinden
| Gemeinde             | Einwohner (2024) | Fläche km² | Dichte Einw./km² | Cod INE | Postleitzahl                      |
| -------------------- | ---------------- | ---------- | ---------------- | ------- | --------------------------------- |
| Algarinejo           | 2.335            | 92,11      | 25               | 18012   | 18280                             |
| Huétor Tájar         | 10.653           | 39,94      | 267              | 18100   | 18360                             |
| Íllora               | 9.918            | 197,43     | 50               | 18102   | 18260, 18293, 18350, 18380, 18381 |
| Loja                 | 20.846           | 447,53     | 47               | 18122   | 18300                             |
| Moclín               | 3.529            | 113,11     | 31               | 18132   | 18247, 18248, 18249, 18569        |
| Montefrío            | 5.305            | 253,92     | 21               | 18135   | 18270                             |
| Moraleda de Zafayona | 3.127            | 48,15      | 65               | 18138   | 18370                             |
| Salar                | 2.597            | 84,35      | 31               | 18171   | 18310                             |
| Villanueva Mesía     | 1.979            | 11,18      | 177              | 18188   | 18369                             |
| Zagra                | 890              | 11,34      | 78               | 18913   | 18311                             |
| Comarca Loja         | 61.179           | 1.299,06   | 47               | –       | –                                 |

1. ↑  Instituto Nacional de Estadística Municipal Register of Spain